# 道の駅ふじみ
道の駅ふじみ（みちのえき ふじみ）は、群馬県前橋市にある国道353号の道の駅である。

## 施設
- 駐車場（普通車205台、大型車5台、身障者用8台）
- トイレ（男5、女7、身体障害者用1）
- 情報提供
- 富士見温泉見晴らしの湯ふれあい館
  - 浴場
  - レストラン
  - 大広間など
- 農産物直売所 風ラインふじみ
- ふれあい公園
- 展望台

## 休館日
- 見晴らしの湯ふれあい館 第1・3木曜日（祝日は営業）
- 風ラインふじみ 木曜日（祝日は営業）、12月31日 - 1月5日

## 道路
- 国道353号

## 周辺
- 群馬県道4号前橋赤城線
- 富入沢ダム
- 世界の名犬牧場
- 珊瑚寺